# Rubber Soul
Rubber Soul je šesti studijski album engleske rock skupine The Beatles. Pušten je u prodaju 3. prosinca 1965. i dočekan je s vrlo pozitivnim kritikama. Bio je na vrhu top-ljestvica u  Ujedinjenom Kraljevstvu nekoliko tjedana, kao i u  SAD-u, gdje je objavljen s malo drugačijim popisom pjesama.
Snimljen je u manje od pet tjedana da stigne na božićno tržište. Za razliku od prethodnih albuma, Rubber Soul je snimljen tijekom kontinuiranog razdoblja, dok su prethodne albume snimali tijekom pauza između turneja. Ovo je tek drugi njihov album koji u cijelosti sadrži originalne pjesme, nakon britanske verzije albuma A Hard Day's Night. Naslov Rubber Soul (gumena duša) dolazi od termina kojim su američki soul glazbenici opisivali  Micka Jaggera koji je tada pjevao soul glazbu.
2012., Rubber Soul je proglašen petim najvećim albumom svih vremena u časopisu Rolling Stone.

## Kompozicije

### Glazba i stihovi
Pjesme u Rubber Soulu su označile velik napredak i sazrijevanje u pisanju stihova i strukturi pjesama. John Lennon je rekao 1971.: "Jednostavno smo postajali bolji, tehnički i glazbeno, to je sve. Konačno smo preuzeli studio. U ranim danima smo morali uzimati što su nam davali... Nismo znali kako pojačati bas gitaru. Tehniku smo učili na Rubber Soulu. Samo smo bili pedantniji u stvaranju albuma. Paul McCartney je rekao 1988. kako im je tada bilo dopušteno biti u kontrolnoj sobi pa su izražavali želje u miksu pjesama.
Sve pjesme dotad su bile pisane o djevojkama i ljubavi. U ovom albumu  The Beatlesi pišu o odrastanju (In My Life) pa čak i vladi (Think For Yourself).
Pjesma Norwegian Wood (This Bird Has Flown) za promjenu govori o neuspješnom pokušaju varanja s nezainteresiranom djevojkom. George Harrison u njoj svira sitar, što je jako pridonijelo popularizaciji istočne glazbe na zapadu. Ringo Starr je dobio prvu autorsku zaslugu za pjesmu What Goes On. 1965., kad ga je jedan novinar pitao koliko je pridonio u pisanju pjesme, odgovorio je: "Možda pet riječi i otad nisam napravio ništa." Harrison je jednom šaljivo rekao kako su nove pjesme "još istog, ali s dobrim naštimavanjem", ali je i dodao: "Mislim da je to najbolji album koji smo snimili dotad. (...) Ali najvažnije je to da smo počeli čuti zvukove koje dotad nismo čuli." Harrison je također povukao poveznicu sa sljedećim albumom kojeg su snimili, Revolverom, i nazvao ga kao "volume 2" Rubber Soula, jer je jako sličan u idejama i inovacijama koje su članovi benda prenosili.

## Objavljivanje
Rubber Soul je izdan preko  EMI-jeve izdavačke kuće Parlophone 3. prosinca 1965. Day Tripper/We Can Work It Out singl je isto izdan taj dan, prvi dupli A-singl ove skupine.
U  SAD-u album ima šest milijuna certificiranih prodanih albuma.

## Kritike
Rubber Soul se smatra kao jedan od najboljih albuma svih vremena. Američki kritičar Robert Christgau je za časopis Esquire 1967. napisao da je "ovaj album zbog inovacije, intimnosti i inteligencije stihova duplo bolji od svega što su oni napravili ili itko drugi (osim možda  The Rolling Stonesa).
Rolling Stone piše da je "Rubber Soul fantastična kolekcija koja je očuvala urednu pop usredotočenost prijašnjih albuma s novom profinjenošću i dubinom."
Kolumnist/glazbenik Bob Stanley je rekao kako je Rubber Soul bio "dobrih 18 mjeseci ispred vremena" i "prvi album rock ere koji je zvučao poput albuma".
Brian Wilson iz The Beach Boysa ga je opisao kao "prvi album koji sam čuo u kojem je svaka pjesma uzbudljiva" i planirao ga je nadmašiti svojim remek-djelom Pet Sounds.

## Popis pjesama
Sve pjesme napisao je autorski par Lennon-McCartney osim gdje je naznačeno.
| Broj | Naziv                                   | Glavni vokal                       | Dužina |
| ---- | --------------------------------------- | ---------------------------------- | ------ |
| 1.   | Drive My Car                            | McCartney s Lennonom               | 2:25   |
| 2.   | Norwegian Wood (This Bird Has Flown)    | Lennon s McCartneyjem              | 2:01   |
| 3    | You Won't See Me                        | McCartney                          | 3:18   |
| 4.   | Nowhere Man                             | Lennon s McCartneyjem i Harrisonom | 2:40   |
| 5.   | Think For Yourself (Harrison)           | Harrison                           | 2:16   |
| 6.   | The Word                                | Lennon i McCartney s Harrisonom    | 2:41   |
| 7.   | Michelle                                | McCartney                          | 2:40   |
| 8.   | What Goes On (Lennon-McCartney-Starkey) | Starr                              | 2:47   |
| 9.   | Girl                                    | Lennon                             | 2:30   |
| 10.  | I'm Looking Through You                 | McCartney                          | 2:23   |
| 11.  | In My Life                              | Lennon                             | 2:24   |
| 12.  | Wait                                    | Lennon i McCartney                 | 2:12   |
| 13.  | If I Needed Someone (Harrison)          | Harrison                           | 2:20   |
| 14.  | Run For Your Life                       | Lennon                             | 2:18   |